# Борозна, Дмитрий Анатольевич
Дми́трий Анато́льевич Борозна́ (род. 19 ноября 1973, Осиповичи, Могилёвская область, Белорусская ССР, СССР) — белорусский футболист, защитник, выступавший в высших лигах Белоруссии и России.

## Карьера
Воспитанник ДЮСШ города Осиповичи, первый тренер Василий Васильевич Цинкевич. На взрослом уровне начал играть в 1991 году в бельцкой «Заре», затем играл за «Рось» из Белой Церкви.
Летом 1992 года Дмитрий Борозна вернулся в Белоруссию, выступал за клубы высшей лиги «Шахтёр» (Солигорск) и «Торпедо» (Могилёв). В 1996 году играл в Китае за клуб одного из низших дивизионов «Сядай Янзи».
В 1997 году Дмитрий Борозна перешёл в российский «КАМАЗ-Чаллы» из Набережных Челнов, в высшем российском дивизионе дебютировал 21 марта 1997 года в матче против «Ротора» (0:5). Всего в матчах чемпионата России он сыграл 7 матчей в марте-мае 1997 года, также провёл 11 матчей в Третьей лиге за дубль «КАМАЗа».
В 1998—1999 годах Дмитрий Борозна играл за «Энергию» из Чайковского, где нечасто выходил на поле. В январе 2000 года выступал за павлодарский «Иртыш» на Кубке Содружества, затем сыграл 3 матча в высшей лиге Белоруссии в составе бобруйской «Белшины». Свой последний сезон Борозна провёл в клубе из родного города «Свислочь-Кровля», игравшем в первой лиге. В возрасте 28 лет он завершил профессиональную карьеру.
После окончания карьеры живёт в Могилёве, занимается судейством матчей по мини-футболу и пляжному футболу.